# Gliese 876 d
Gliese 876 d és un planeta extrasolar que orbita l'estrella nana vermella Gliese 876. Al moment del seu descobriment en 2005, Gliese 876 d va ser el planeta extrasolar de menor massa entre els coneguts, a excepció dels planetes de púlsar que orbiten PSR B1257+12. Gliese 876 d triga menys de dos dies a completar una òrbita, a una distància del seu estel de tan sols una cinquena part de la que existeix entre Mercuri i el Sol. A més, s'hi troba a la regió més interior del seu sistema planetari. A causa de la seva baixa massa, pot considerar-se com una superterra.

## Descobriment
Igual que la majoria dels planetes extrasolars coneguts, Gliese 876 d va ser descobert per mitjà de l'anàlisi dels canvis en la velocitat radial del seu estel com a resultat de la gravetat del planeta. La detecció va ser realitzada mesurant l'efecte Doppler de les línies espectrals de Gliese 876. Quan es va descobrir, ja se sabia que Gliese 876 albergava dos planetes extrasolars, designats Gliese 876 b i c, en una ressonància orbital de 2:1. Una vegada que es van tenir en compte tots dos planetes, la velocitat radial encara mostrava un altre període, d'uns dos dies, que podia ser interpretat com un nou planeta amb una massa d'almenys 5,9 vegades la de la Terra. El planeta, designat Gliese 876 d, va ser anunciat en 2005 per l'equip dirigit per Eugenio Rivera.

## Òrbita i massa
Gliese 876 d té una òrbita amb un semieix major de tan sols 0,0208 ua (3,11 milions de quilòmetres). A aquesta distància del seu estel, és esperable que presente interaccions gravitacionals en completar l'òrbita; no obstant això, els càlculs orbitals de la velocitat radial suggereixen que el valor de l'excentricitat seria com a màxim de 0,22.
Una de les limitacions del mètode de velocitat radial emprat per detectar a Gliese 876 d és que únicament pot obtenir-se el límit inferior de la massa del planeta. Aquest límit inferior equival aproximadament a 5,88 vegades la massa de la Terra.
La massa veritable depèn de la inclinació orbital, que en general es desconeix. No obstant això, en el cas d'un sistema ressonant com Gliese 876, les interaccions gravitatòries entre planetes externs indicarien que la inclinació aproximada de dos planetes d'eixes característiques seria de 50° sobre el pla del cel. Suposant que Gliese 876 d orbite en el mateix pla que els dos planetes exteriors, la seva massa veritable seria aproximadament de 7,5 vegades la de la Terra. D'altra banda, els mesuraments astromètrics indiquen que la inclinació orbital és d'uns 84°, cosa que (suposant una vegada més que el sistema siga coplanari) suggeriria que la massa veritable és poc major que el límit inferior.
A causa de la seva òrbita extremadament excèntrica, els models teòrics prediuen que els períodes d'escalfament actuarien de forma molt important en la geologia del planeta. De fet, aquests models prediuen que el planeta podria trobar-se en un perpetu estat líquid. El flux de calor total és aproximadament de 104-5 W/m² en la superfície planetària; en comparació, el flux de calor d'Ío és proper a 3 W/m².

## Característiques
Ja que Gliese 876 d tan sols ha estat detectat indirectament, a través de l'efecte gravitatori sobre el seu estel, es desconeixen característiques tals com el seu radi, composició i temperatura], encara que és probable que el planeta posseisca temperatures summament elevades a causa de la seva proximitat a l'estel. La poca massa del planeta ha portat a suggerir que podria tractar-se d'un planeta terrestre. Suposant una densitat aproximada de 8000 kg/m³ com a resposta a un grau major de compressió en un planeta de més massa que la Terra, un planeta terrestre de 7,5 masses terrestres tindria un radi 73% major que el de la Terra. Aquesta classe de planeta terrestre massiu podria formar-se a l'interior del sistema de Gliese 876 a partir de la matèria dirigida cap a l'estel per la migració produïda pels gegants gasosos.
Una altra alternativa és que el planeta podria haver-se format en una òrbita més allunyada de Gliese 876 i que hi haja migrat cap al centre a causa dels gegants gasosos. Això significaria una composició molt més rica quant a substàncies volàtils, com per exemple l'aigua. Seguint aquest model teòric, el planeta tindria un oceà d'aigua pressuritzat (en la forma d'un Fluid supercrític) separat del nucli de silicat per una capa de gel que es mantindria congelat per les altes pressions de l'interior del planeta. Aquest tipus de planeta posseiria amb una atmosfera que continguera vapor d'aigua i oxigen lliure produït per la ruptura de les molècules d'aigua a causa de la radiació ultraviolada.
Determinar el model correcte requeriria més informació sobre el radi i composició planetària. Malauradament, el planeta sembla no transitar el seu estel, per la qual cosa obtenir la informació necessària excedeix la nostra actual capacitat d'observació.